# 二拔連珠
二拔連珠（二抜き連珠），別名朝鮮五目、朝鮮碁，但韓國並沒有發現此玩法，是種約在日本昭和時代出現的連珠棋變體，是玉攻棋的先驅，日本圍棋、連珠棋手久保松勝喜代在1922年創立推廣該棋的二抜社，也寫一本名為《連珠第二機山集》探討策略的棋書。

## 棋具
- 十九路圍棋棋具。

## 規則
- 黑白雙方輪流下一子。
  - 若兩個連着的同色棋子，因為對手剛下的一步而被對手兩枚棋子夾着在一線，那麼對手便吃掉那兩枚被夾的同色棋子。
  - 三三為兩方禁手。

- 有兩種情況可勝：
  - 正好五枚同色棋子連着成一線。
  - 吃掉對手十子[2]。